# Notoplax aupouria
Notoplax aupouria är en blötdjursart som beskrevs av Powell 1936. Notoplax aupouria ingår i släktet Notoplax och familjen Acanthochitonidae. Inga underarter finns listade i Catalogue of Life.